# Michel Vranckx
Michel Vranckx, né en 1956 à Bruxelles, est un dessinateur de presse, caricaturiste et sculpteur belge connu sous le pseudonyme de Franx. 

## Biographie
Michel Vranckx débute dans les pages du  quotidien belge Liberté’s, anciennement nommé Le Drapeau Rouge, et collabore à différents hebdomadaires, mensuels et autres journaux d'entreprise belges et français (Après-Tout, Actuapress, Journal du Médecin, La Feuille de Chou, Librement, Père Ubu, Côté Mômes…). Il a obtenu en 1992 les Crayons de porcelaine au festival du dessin de presse et de la caricature de Saint-Just-le-Martel (France) et en 2015, le premier prix  à'Cartoonale Brugge'thème liberté.
Caricaturiste en événement, il s'adonne depuis 1991 à la sculpture et a participé en 1993 au symposium des Arts de Baie-Comeau (Québec). Il pratique la caricature à la mine de plomb et au graphite, trouve ses influences caricaturales auprès de Gill, Nadar, Daumier, Thomas Nast et Ronald Searle. En tant que sculpteur, il mêle à ses œuvres humour noir et fantasme.
Le modelage des matières telles que la cire et l’argile lui permet d’ajouter une troisième dimension à ses personnages. Son penchant pour la caricature s’inscrit ainsi dans une démarche esthétique qui marie mouvement et humour. En 2013, Michel Vranckx place dans les trous de boulin de sa maison en Bretagne quatre petits personnages (les Bihans) qui captent les regards des passants. Un cinquième personnage vient investir la maison voisine, marquant le début d’un projet de street art qui transforme progressivement le vieux quartier de La Roche-Bernard (Morbihan) en galerie à ciel ouvert. Ses œuvres sont visibles toute l'année dans la galerie du loup située au 9 passage de la Quenelle à La Roche-Bernard. 

## Techniques
En sculpture ses techniques sont la terre cuite, le raku et le bronze.

## Expositions
- 1993 : symposium artistique de Baie-Comeau, au Canada.
- 1996 : ses acrobates voient le jour pour l’exposition ‘Il ne reste qu’un cercle de sciure et de sable’ à la Galerie du Ratmort, à Ostende.
- 1997 : ses acrobates occupent les escaliers monumentaux du château d’Argenteuil, dans le cadre de la Foire des Antiquaires de Waterloo.
- 1998 : il expose ses acrobates et les personnages de la Commedia dell’ Arte à Etterbeek.
- 2000 : une nouvelle série d’acrobates est exposée chez Gavilan, à Stockel.
- 2002 : exposition permanente à l’Atelier Max, Bruxelles.
- 2005 : randonnée des Artistes de Rixensart[3]
- 2006 : exposition ‘Entre ciel et terre’, Galerie Privée, Rosières.
- 2006 : exposition permanente à l’Espace Clovis, Bruxelles.
- 2007 : randonnée des Artistes de Rixensart
- 2008 : exposition permanente à la Galerie Araxess (L-L-N)[4]
- 2009 : parcours « ICI & LA » de Rixensart
- 2009 : Aquaterra ; CIA Wavre[5]
- 2009 : YACONGO (dessins de presse) Wavre
- 2009 : Vive la crise (dessin de presse) Wavre-LLN-Ottignies
- 2009 : Fenêtre sur mur. Galerie du Crabe – Jodoigne[6],[7]
- 2010 : randonnée des Artistes de Rixensart[8].
- 2011 : exposition 'les Arts Amoureux' au Coin Perdu
- 2014 : exposition 'Alice et ses créatures' du collectif comme un week-end à la mer à la Maison du conte à Namur.
- 2015 : Participation au 'Printemps des Libertés' à Profondsart, avec le collectif 'Comme un w-e à la mer'. et à 'Humour blanc...Ligne noire', à l'occasion du 10e anniversaire de la mort de Jean-Michel Folon .
- 2016 : exposition 'Chambres à part' du collectif comme un week-end à la mer dans le cadre du parcours d'artistes chambres avec vues[9] à la Galerie du Beffroi de Namur.
- 2017 : 'Liberté' exposition de sculptures et dessins de presse à la bibliothèque de Genval
- 2017 : parcours White Art Walk[10] à Rixensart